# Episodi di Robotboy (seconda stagione)
| N°  | Episodi - Stagione 2 (Trasmessi su Cartoon Network) |
| --- | --------------------------------------------------- |
| 01a | L'uomo da sei milioni di euro                       |
| 01b | RoboGus e G-Machine                                 |
| 02a | Un gioco sleale                                     |
| 02b | Il potere della televisione                         |
| 03a | Una pettinatura che inganna                         |
| 03b | Provocazioni                                        |
| 04a | L'elaboratore di voci                               |
| 04b | La casa sull'albero                                 |
| 05a | Wunderpack                                          |
| 05b | Il raggio che invecchia                             |
| 06a | La doppia identità di Dwight                        |
| 06b | Un super cervello                                   |
| 07a | Il mago infermiere                                  |
| 07b | Appiccicato a te                                    |
| 08a | La nottata per robot                                |
| 08b | Amnesia                                             |
| 09a | Una star sul viale del tramonto                     |
| 09b | Distruggere tutti i robot                           |
| 10a | La paura della scienza                              |
| 10b | Automatommy                                         |
| 11a | Lo spirito dell'albero                              |
| 11b | Un viaggio all'interno di Gus                       |
| 12a | Battaglia nel traffico                              |
| 12b | Tragimagico                                         |
| 13a | Un naso per Robotboy                                |
| 13b | Follia al museo                                     |
| 14a | La dentiera parlante                                |
| 14b | Piccoli problemi                                    |
| 15a | Il succhia vitamine                                 |
| 15b | Ogbot                                               |
| 16a | Un robot in fuga                                    |
| 16b | Il regolatore della crescita                        |
| 17a | Zia Gravità                                         |
| 17b | Il compleanno di Robotboy                           |
| 18a | La maledizione di Truckenstein                      |
| 18b | Le robolimpiadi                                     |
| 19a | Robo-boy                                            |
| 19b | La bevanda energetica                               |
| 20a | Robotboy diventa famoso                             |
| 20b | Il ritorno di Protoboy                              |
| 21a | Io eroe!                                            |
| 21b | Topi!                                               |
| 22a | Invasione aliena                                    |
| 22b | Una tata cattiva                                    |
| 23a | Bowling per tontoloni                               |
| 23b | Ragazzo per un giorno                               |
| 24a | La giornata no di Donnie Turnbull                   |
| 24b | La scimmia robot                                    |
| 25a | La vendetta di Protoboy                             |
| 25b | Tutti amano la nonna                                |
| 26a | Il ritorno di Robot Girl                            |
| 26b | La signora Kamikazi                                 |